# 降水ナウキャスト
降水ナウキャスト（こうすいナウキャスト）とは、気象庁が発表する防災気象情報のひとつ。

## 歴史
- 2004年（平成16年）6月1日 - 運用開始
- 2011年（平成23年）3月1日 - 5分毎の運用開始（気象庁ホームページでの公開は3月23日）
- 2014年（平成26年）8月7日 - 高解像度降水ナウキャストの運用開始

## 概要
- 今後10分ごと1時間の雨量の予測を、10分間隔で1km2領域単位に発表する。
- 気象庁のレーダーで観測された雨雲をアメダスなどの雨量計で補正し、雨雲の移動する方向、速度から予測されている。
- 集中豪雨や都市型水害などの災害を軽減するために用いられている。

### 5分毎の降水ナウキャスト
- 今後5分ごと1時間のレーダーエコー強度の予測を、5分間隔で1km2領域単位に発表する。
- 10分毎の降水ナウキャストとは違い、アメダスなどの雨量計による補正は行われない。

### 高解像度降水ナウキャスト
- 従来は1km2領域単位の予測であったが、30分先までの5分間隔で250m四方領域単位に細かくなる（なお、30分先以降、60分先までの予報は従来どおり1km2領域単位の予測）。
- 雨が強く降っている「強い降水域」を表示。「現在」と「30分後まで」を同時に表示できる。
- 地図の拡大・縮小が可能。

## 降水短時間予報との違い
- 降水短時間予報は30分ごとに更新されるのに対し、降水ナウキャストの予報は5分間隔（1日288回）に更新されるため、急激な雷雲の立ち上がりに即応できる。
- ただし、地形による効果、雨雲の盛衰、数値予報は盛り込まれていないため、雨雲の発達、衰弱の予測はできない。